# إريك بروير
اريك بروير هو لاعب هوكي جليد كندي، ولد في 17 أبريل 1979 في فيرنون في كندا.

## وصلات خارجية
- اريك بروير على موقع دوري الهوكي الوطني (الإنجليزية)
- اريك بروير على موقع EliteProspects.com (الإنجليزية)
- اريك بروير على موقع HockeyDB.com (الإنجليزية)
- اريك بروير على موقع Hockey-Reference.com (الإنجليزية)
- اريك بروير على موقع أوليمبيديا (الإنجليزية)